# Fastnacht im Rhein-Main-Gebiet
Im Rhein-Main-Gebiet existiert eine bunte Vielfalt an Fastnachtstraditionen, die teilweise weit in die Geschichte zurückreichen. In der Region werden im Volksmund meist die Begriffe Fastnacht oder Fassenacht und nur seltener Karneval oder Fasching verwendet. Letztere Begriffe wurden vor allem in den letzten Jahrzehnten eingeführt. Die meisten Orte haben als Symbol in der Fastnachtszeit ein Prinzenpaar oder eine Prinzessin, welche sie repräsentiert. Beliebter Brauch bei Kindern ist in Teilen des Gebietes der Faschingszoll. Regionalverband des Bundes Deutscher Karneval (BDK) ist die Interessengemeinschaft Mittelrheinischer Karneval.
Der Mainzer Rosenmontagszug ist der größte Fastnachtsumzug im Rhein-Main-Gebiet.

## Rheinschiene

### Rheinhessen

#### Mainz
Die Fastnacht in der Region ist historisch stark von der Mainzer Fastnacht beeinflusst. Dies ist bedingt durch die jahrhundertelange Zugehörigkeit von Teilen des Gebietes zum Kurfürstentum Mainz. Der „politisch-literarische Sitzungskarneval“ mit Narrhallamarsch und Prunksitzungen ist daher dort stark verbreitet. Mit der Gründung der ersten Garde, der Mainzer Ranzengarde (1837) und des ersten Fastnachtsvereins, des MCV 1838, wurde die Fastnacht zunehmend organisiert.

#### Alzey
Bereits am Fastnachtssonntag findet in Alzey ein Fastnachtsumzug statt. Der Schlachtruf lautet, nicht wie sonst im Übrigen Rheinhessen, Helau, sondern Dollau. Im Stadtteil Weinheim ruft man: Wau-Wau.

#### Guntersblum

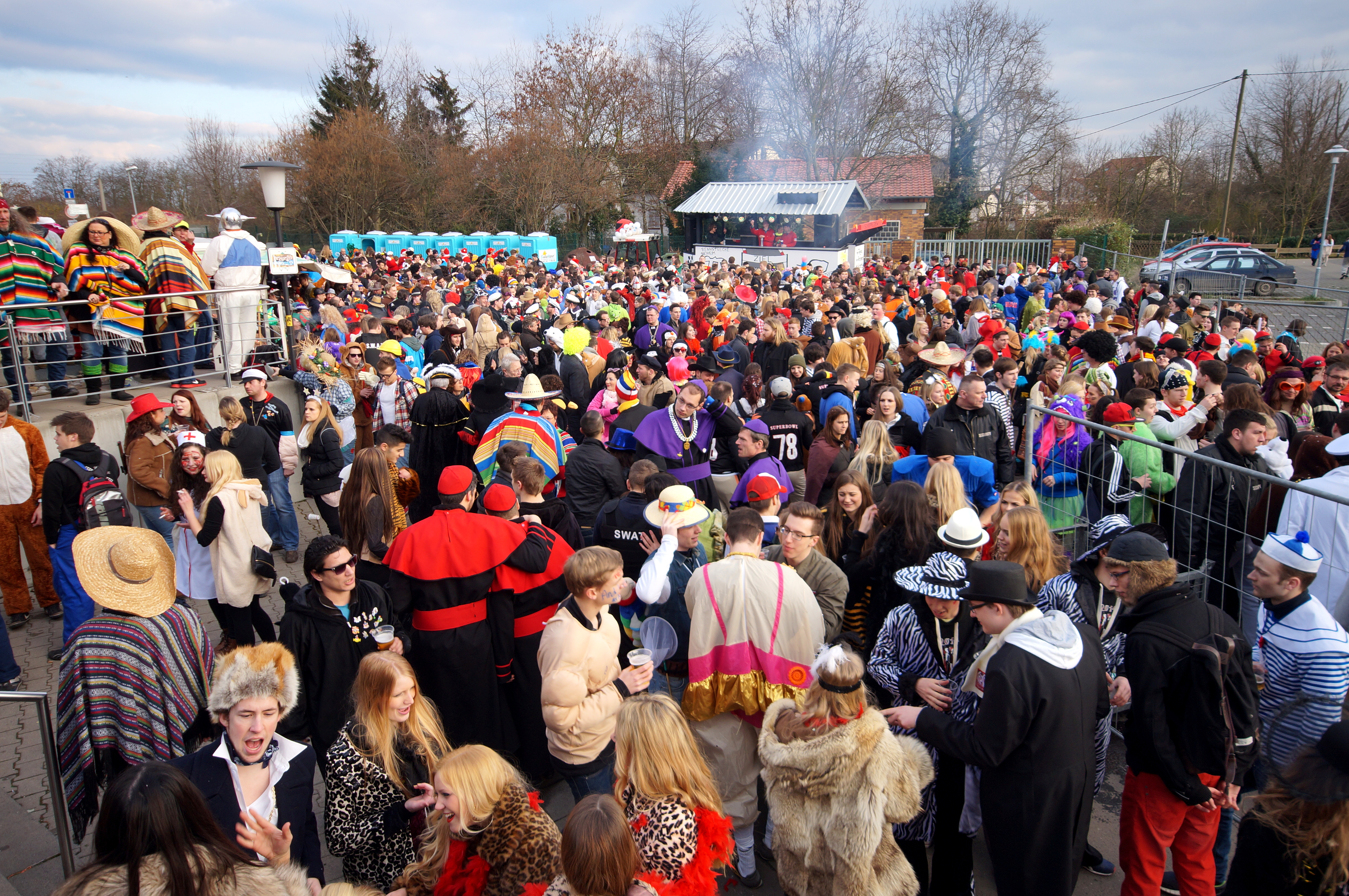
Guntersblum in Rheinhessen: Fastnachtsparty nach dem Fastnachtsumzug in Guntersblum

In Guntersblum findet jährlich am Fastnachtssonntag mit etwa 60 Zugnummern einer der größten Fastnachtsumzüge in der Region statt.

### Rheingau
In der fünften Jahreszeit herrscht im gesamten Rheingau ein reges karnevalistisches Treiben. Man zelebriert im Rheingau eine eigene und freie Form der Fastnacht, die aber Einflüsse aus anderen Karnevalshochburgen aufweist. Zahlreiche Karnevalsvereine im Rheingau widmen sich der Brauchtumspflege und bereichern die örtliche Fastnacht durch diverse närrische Veranstaltungen. Im Verlauf der närrischen Tage werden verschiedene Karnevalssitzungen, in nahezu jeder Rheingauer Gemeinde, abgehalten. Einige der Sitzungen genießen große Bekanntheit weit über die Grenzen der Region hinaus. Sogar die Bläck Fööss aus Köln haben schon in Rüdesheim gespielt mit Unterstützung der lokalen Kölschband QBA. Die Hochphase der Rheingauer Fastnacht bildet der Zeitraum, in dem unter anderem die Straßenfastnacht gefeiert wird, beginnend an Weiberfastnacht bis einschließlich Rosenmontag. An Weiberfastnacht werden in einigen Ortschaften die Rathäuser gestürmt, wobei den Bürgermeistern die Schlüssel abgenommen werden und somit die Narren symbolisch die Herrschaft übernehmen.

#### Straßenfastnacht
In vielen Rheingauer Gemeinden finden Karnevalsumzüge statt, bei denen auch zunehmend Gruppen aus den Karnevalshochburgen Mainz, Wiesbaden und Frankfurt am Main begrüßt werden dürfen. Zahlreiche Gäste aus nah und fern zieht der Rüdesheimer Fastnachtszug an, der sich am Karnevalssamstag durch die Gassen schlängelt. Der größte Rheingauer Fastnachtsumzug findet im jährlichen Wechsel am Sonntag vor Rosenmontag in Johannisberg, Marienthal oder Aulhausen statt. Als ein Höhepunkt gilt der Rosenmontagsumzug in Kiedrich, der sich auch überregional großer Bekanntheit erfreut und jährlich enorme Zuschauermassen nach Kiedrich lockt. Der hessische Rundfunk hat bereits mehrfach den Kiedricher Rosenmontagszug übertragen bzw. von diesem berichtet.

#### Karnevalsveranstaltungen während der närrischen Tage im Rheingau

##### Schnorrerrallye
Die Schnorrerrallye der Kiedricher Sprudelfunken wird jährlich an Weiberfastnacht im gotischen Weindorf Kiedrich veranstaltet und stellt im Reigen der Rheingauer Karnevalsveranstaltung eine Besonderheit dar. Die Schnorrerrallye erfreut sich großer Beliebtheit und zieht in großer Zahl auch überregionale Gäste sowie Teilnehmer an. Bei der Schnorrerrallye ziehen maskierte Gruppen oder Einzelpersonen durch die Straßen Kiedrichs und müssen gemäß einer vorgegebenen Route in Gasthäusern sowie Weinschänken einkehren und dort anhand kreativer Darbietungen für gute Stimmung sorgen. Die Kostümierungen und die Darbietungen werden von einer Jury bewertet.

##### Rheingauer-Männerballettfestival
Das Rheingauer-Männerballettfestival ist ein Spaßwettkampf bei dem Männerballettformationen in Form von künstlerischen Darbietungen gegeneinander antreten. In den Rheingau gebracht wurde das Festival erstmals von den Reschhinkeln aus Rauenthal, wo es auch schon zwei Mal stattgefunden hat. Der Veranstaltungsort wechselt in der Regel jährlich.

##### Übersicht der Fastnachtsveranstaltungen im Rheingau (Auswahl)
Kampagneneröffnung am 11. November
- Diverse Rathauserstürmungen
- Kampagneneröffnung im Eltviller Stadtteil Erbach

Weiberfastnacht
- Weiberfastnacht im Zelt in Johannisberg
- Schnorrerrallye in Kiedrich
- Weiberfastnachtssitzungen in diversen Gemeinden

Fastnachtsfreitag
- Verschiedene Party- und Discoveranstaltungen im gesamten Rheingau

Karnevalssamstag
- Fastnachtsumzüge in Hattenheim, Hallgarten und Rüdesheim am Rhein
- Zahlreiche närrische Veranstaltungen wie Discos und Maskenbälle im gesamten Rheingau

Karnevalssonntag
- Fastnachtsumzüge in Erbach und Oberwalluf
- Fastnachtsumzug abwechselnd in Johannisberg, Marienthal oder Aulhausen
- Karnevalsdisco im Zelt in Kiedrich sowie weitere Events im gesamten Rheingau

Rosenmontag
Rosenmontagsumzüge in Kiedrich und Assmannshausen

#### Aschermittwoch
An Aschermittwoch wird in einigen Kommunen gemäß einem individuellen Ritual die Fastnacht beerdigt. Wiederbelebt wurde dieser Brauch vor einigen Jahren im Eltviller Stadtteil Erbach, wo nach Einbruch der Dunkelheit vermummte Personen mit Fackeln und Trommeln unter Wehklagen die Fastnacht durch den Ort geleiten und anschließend im Rhein versenken.

#### Wiesbaden
In Wiesbaden gibt es gleich eine ganze Reihe an Umzügen. Der Reigen beginnt am Fastnachtssamstag mit einem Kinderumzug in der Innenstadt und einem Umzug durch die Vororte Mainz-Kastel und -Kostheim, zu dem sich alljährlich rund 10.000 Besucher einfinden, wobei im Jahr 2011 mehr als 20.000 Besucher gezählt wurden. Der Höhepunkt ist der am Fastnachtssonntag stattfindende Umzug durch die Innenstadt mit regelmäßig sechsstelligen Besucherzahlen. Am Rosenmontag folgt ein Umzug im westlichen Vorort Frauenstein. Der Abschluss folgt am Fastnachtsdienstag mit einem Zug durch den Stadtteil Biebrich und dem Rathaussturm. Im Jahr 2008 nahmen am großen Wiesbadener Umzug 5.500 Teilnehmer in über 200 Gruppen teil, darunter waren allein 40 Kapellen. Ausrichter ist die „Dachorganisation Wiesbadener Karneval 1950 e. V.“ („Dacho“). Es kamen etwa 250.000 Zuschauer. In Wiesbaden gibt es neben der „Dacho“ etliche Karnevalsvereine. Die „Carneval-Gesellschaft Sprudel“ ist der älteste Karnevalverein der Stadt (gegründet 1862). Von überregionaler Bekanntheit ist der Kasteler KCK als einer der vier Ausrichter der Fernsehsitzung „Mainz bleibt Mainz“, die alljährlich am Freitag vor dem Fastnachtswochenende bundesweit ausgestrahlt wird.

## Mainschiene

### Frankfurt

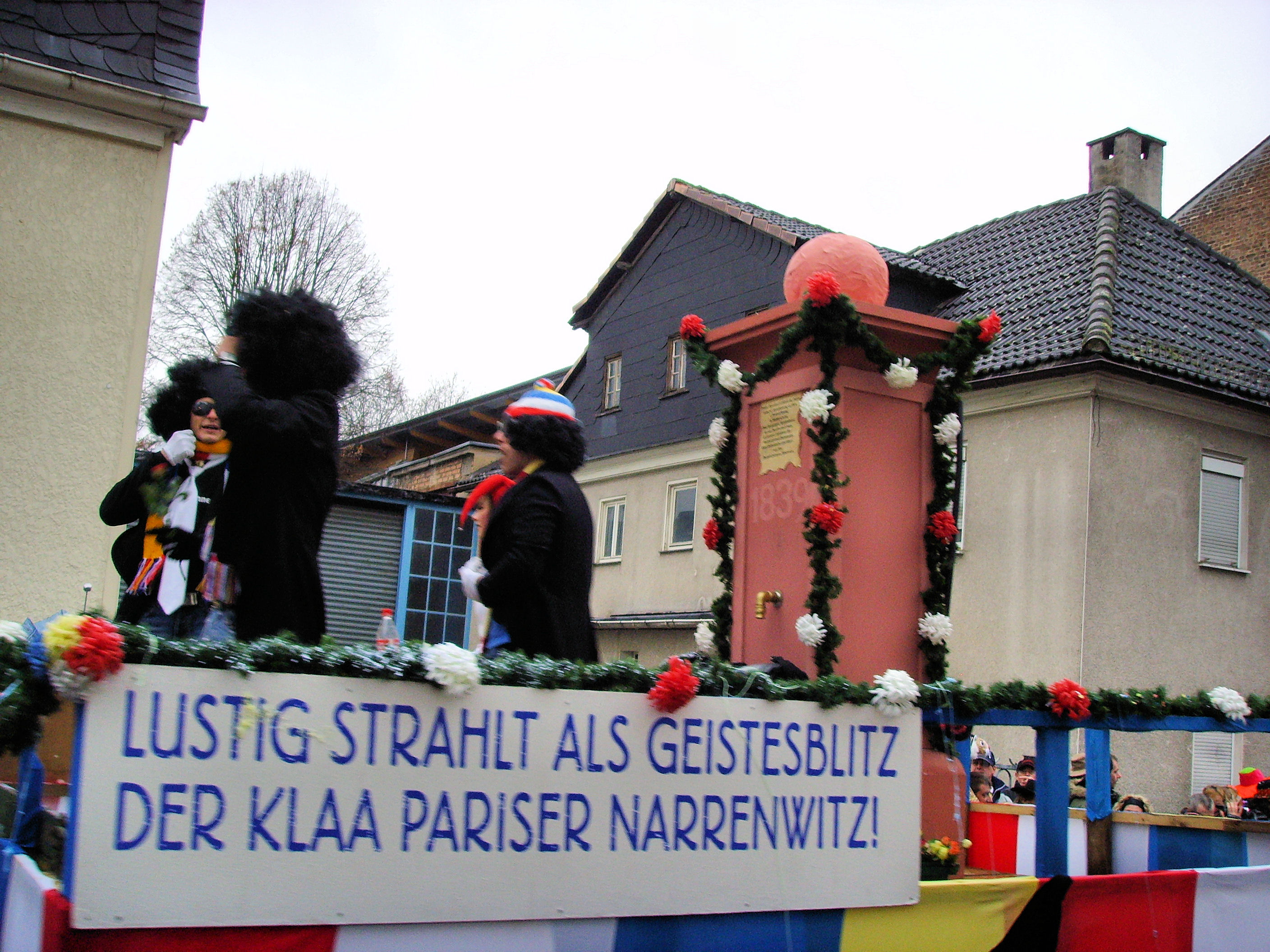
Fastnachtszug in Klaa-Paris 2008

Der größte Fastnachtsumzug Hessens ist der Frankfurter Umzug, der alljährlich vom „Großen Rat der Frankfurter Karnevalvereine“ am Fastnachtssonntag veranstaltet wird. Im Jahre 2008 nahmen an diesem Umzug 6600 Personen teil. Im Jahr 2005 waren 51 Garden, 38 Kapellen und Spielmannszüge, 775 Spielleute und 66 Pferde beteiligt. 450.000 Menschen wohnten dem Ereignis bei und ebenso viele waren es an den Bildschirmen bei der Liveübertragung des hr-fernsehens. Hier werden nicht nur Süßigkeiten ausgeworfen, sondern auch die bekannte Frankfurter Grüne Soße in Packungen oder eingeschweißte Rippchen. Alle Stadtteile Frankfurts haben seit Kriegsende auf eigene Prinzenpaare verzichtet. Seither gibt es nur ein Frankfurter Prinzenpaar. In der lokalen Fastnachtshochburg Heddernheim, dem sogenannten Klaa Paris, wurde daher ein Statthalter eingesetzt. Den letzten Höhepunkt der jeweiligen Saison erfährt das Fastnachtstreiben in der Stadt mit dem Umzug in Klaa-Paris am Fastnachtsdienstag mit 5.000 Teilnehmern. Ältester Fastnachtsverein der Stadt sind die „Heddemer Käwwern“ aus Frankfurt-Heddernheim (gegründet 1882).

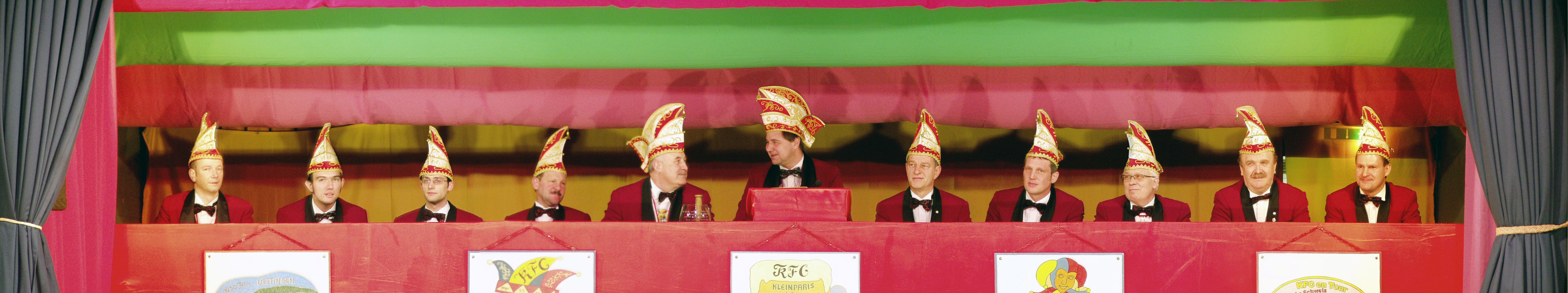
Elferrat des Klein-Pariser Fastnachtsclubs Uettingen

Die Klaa Pariser Fastnacht geht auf das Jahr 1839 zurück. In diesem Jahr fand der erste Fastnachtszug statt. Im 111. Jahr der Klaa Pariser Fastnacht wurde die Freie Reichsstadt Klaa Paris gegründet. Es wurde ein Bürgermeister und ein Magistrat gewählt und eine aus 11 Artikeln bestehende Verfassung verabschiedet.
Am Fastnachtssamstag stürmen die Frankfurter Narren den Römer, das Frankfurter Rathaus.
Traditionell sind die kleinen Witze über die südöstliche Nachbarstadt Offenbach am Main (siehe auch Rivalität zwischen Offenbach und Frankfurt). Im Jahr 2007 kam es jedoch zum von der Lokalpresse so bezeichneten Helau-Krieg unter den Fastnachtsvereinen beider Städte, als von frankfurterischer Seite her das Offenbacher Prinzenpaar ausgeladen wurde.

### Stadt Offenbach

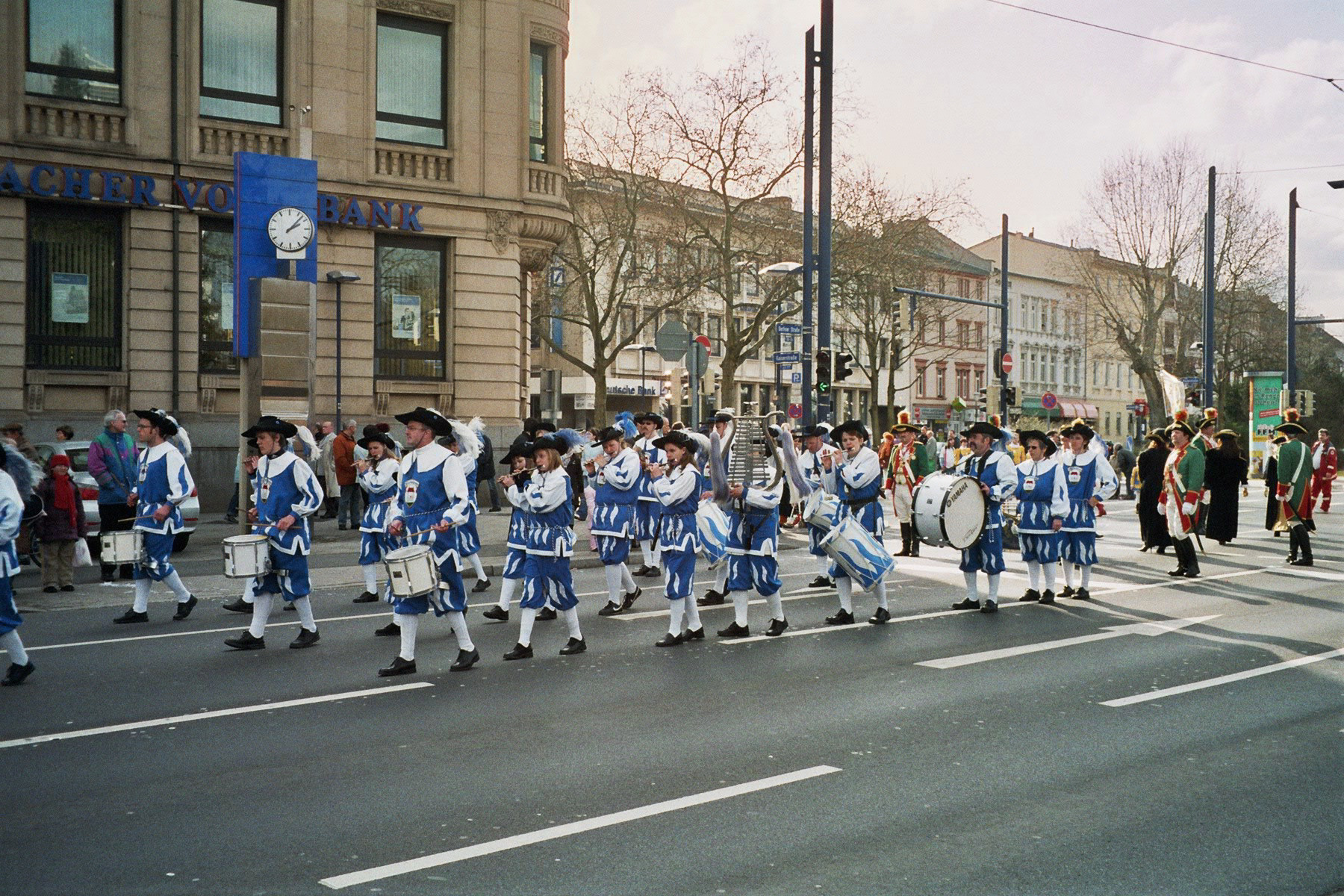
Fastnacht in Offenbach

Die Fastnachtsvereine in Offenbach sind im Offenbacher Karnevalverein (OKV) organisiert (21 Mitgliedsvereine). Der OKV wurde im Jahr 1948 gegründet, vor dem Krieg waren die Vereine in der „Arbeitsgemeinschaft Offenbacher Karnevalvereine“ (AOK) zusammengeschlossen. Fastnachtssitzungen veranstalten folgende Vereine: das „Konzertorchester“ (KOO), die „Wiking-Elfer“, der „KC Postkutsche“, „Offenbacher 03er“, die „Stadtgarde Offenbach“, die „Gemaa Tempelsee“, „Sängerfreunde“, „TGO-Elfer“ und die Kolpingelfer. Eine Besonderheit in Offenbach ist, dass der närrische Schlachtruf hier Hallau und nicht Helau heißt. In der Fastnachtszeit nennen die Offenbacher ihre Stadt Lederanien. Ein jährliches Prinzenpaar gibt es in Offenbach seit dem Jahr 1936, es wird vom OKV gestellt. Der erste Fastnachtszug in Offenbach ist aus dem Jahr 1855 überliefert. Nach dem Zweiten Weltkrieg gab es von 1949 bis 1960 noch Fastnachtszüge. Da die Stadt Offenbach ihren Zuschuss von 20.000 Deutsche Mark strich, wurde der Fastnachtszug seither nicht mehr durchgeführt. In den Jahren 1961 bis 2001 richtete der OKV dann den „Offenbacher Gardetag“ mit Umzug aus. Einen Fastnachtsumzug gab es in Offenbach dann im Jahr 2005 das erste Mal seit 45 Jahren wieder, aus Anlass des 150. Jubiläums der Erwähnung der Offenbacher Straßenfastnacht im Jahre 1855. Im Jahr 2010 fand aus Anlass des 75-jährigen Gründungstags der AOK ein neuerlicher Jubiläumsumzug statt. Ansonsten findet ein Gardeumzug zum Sturm auf das Rathaus eine Woche vor Fastnacht statt. Erwähnenswert ist der Oldie-Fasching fastnachtsfreitags in der Stadthalle Offenbach und der Prinzenempfang für Senioren am Rosenmontag. Dieser Empfang wird durch den OKV durchgeführt und hatte im Jahr 2007 eine Besucheranzahl der über 60-Jährigen in der Stadthalle von 650. Die Offenbacher Metall- und Kunstprägeanstalt W. A. Jäger ist ein bedeutender Hersteller von Fastnachtsorden (bis zu 30.000 Stück pro Jahr).
In den 1960er Jahren gab es in der Offenbacher Fastnacht bedeutende Maskenbälle wie den „Zinnoberball“ und die „Rosenmontagsbälle“ in der Werkkunstschule (heute Hochschule für Gestaltung) mit aufwändigen Bühnenbildern. Der Maskenball „Cobacabana“" im Rohbau der Rudolf-Koch-Schule hatte an zwei Abenden 10.000 Besucher. Weitere Höhepunkte hatte die Offenbacher Fastnacht in der Stadthalle Offenbach ab 1979 mit den „Mexikanischen Nächten am Popocatepetl“.
Für ihre Fastnachtstraditionen bekannt sind die beiden Stadtteile Bieber und Bürgel. Hier gibt es auch regelmäßige Fastnachtszüge. Derjenige in Bieber mit 20.000 Zuschauern und 33 teilnehmenden Gruppen ist am Fastnachtssamstag und wird durch den Heimatverein organisiert; die Bürgeler Kappenfahrt am Fastnachtsdienstag von der Ranzengarde (RAGA, gegründet 1904) mit 13.000 Zuschauern und 650 Zugteilnehmern in 51 Gruppen. Wie die Offenbacher rufen auch die Bieberer Fastnachter Hallau; sie finden sich vor allem bei der Katholischen Jugend Bieber (KJB, seit 1946) und der IGBiF (Interessengemeinschaft Bieberer Fastnacht, seit 1981). Beide veranstalten jährlich jeweils zwei Sitzungen im katholischen Pfarrheim St. Nikolaus. In Bürgel wird Gut Stuss – Ahoi! gerufen. Neben der RAGA sind hier vor allem die Frauen der Pfarrei St. Pankratius, mit mehreren Sitzungen mit insgesamt 1.200 Zuschauern, in der Bürgeler Fastnacht aktiv. Bürgel wird in der Fastnachtszeit Burgilla genannt und durch das Kinderprinzenpaar mit Mohr und Hofdame (für zwei Jahre) der RAGA repräsentiert. In Bieber gab es bis 1960 ebenfalls regelmäßige Prinzenpaare. Eine weitere Besonderheit ist, dass die Bieberer Narren nicht dem OKV angeschlossen sind und dieser auch nicht am Fastnachtszug dort teilnimmt, sondern am gleichen Tag in Hanau auf dem Umzug vertreten ist. Bei den jungen Narren der näheren Umgebung ist vor allem der Maskenball der KJB ein Anziehungspunkt. Hier versammeln sich jährlich mehrere hundert junge Menschen im Bieberer Pfarrheim.

### Kreis Offenbach

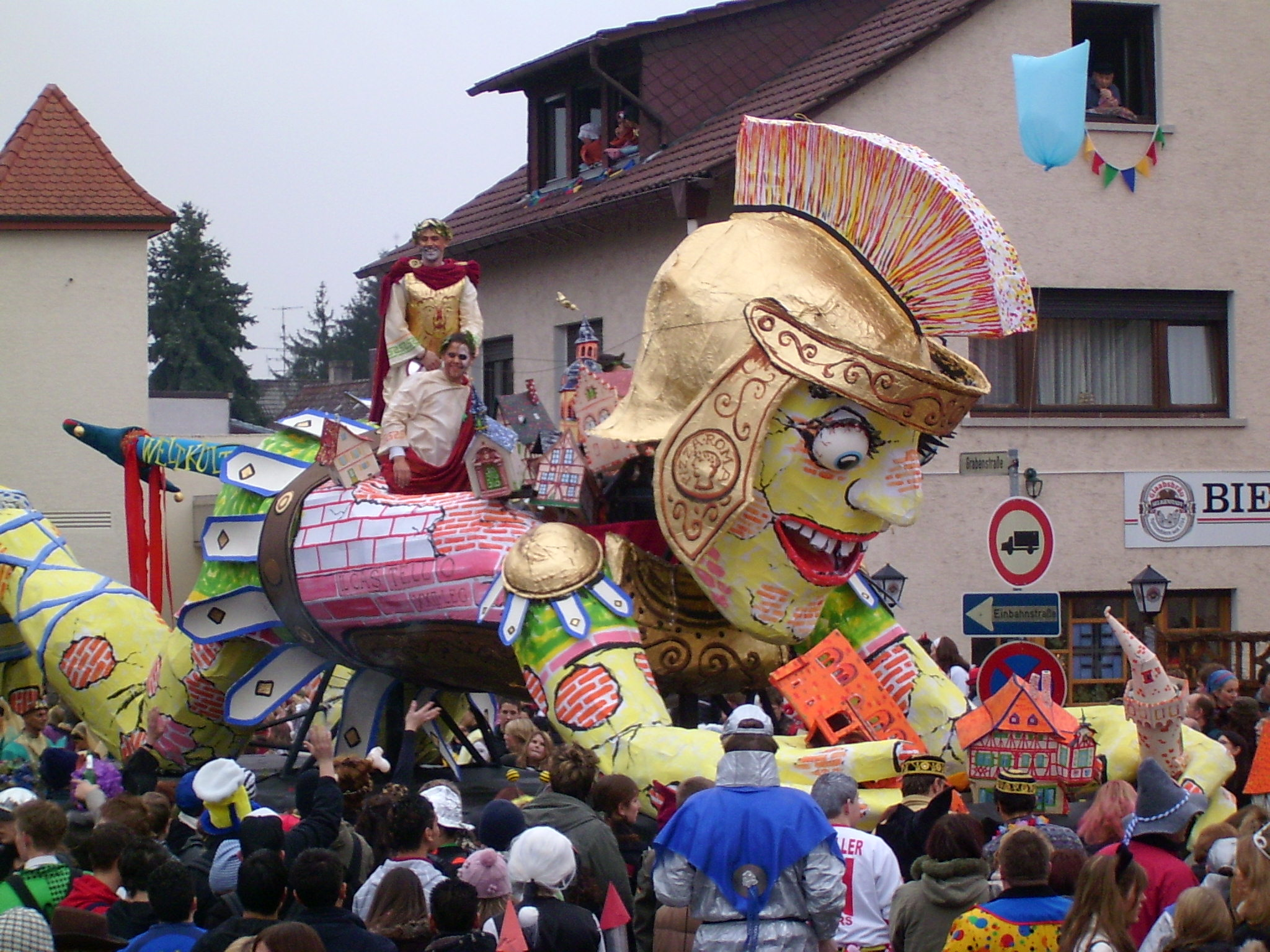
Motivwagen beim Rosenmontagsumzug 2006

Ein Publikumsmagnet – weit über die Stadtgrenzen hinaus in der Region bekannt – ist der Rosenmontagszug in Seligenstadt durch die historische Innenstadt und das angrenzende Stadtgebiet. Nachweislich existiert dieser Rosenmontagszug seit dem Jahr 1859. Die Fassenachter nennen sich selbst „Schlumber“ und ihre Stadt während der Fünften Jahreszeit „Schlumberland“. Der Rosenmontagszug wird, wie fast alle Aktivitäten in Seligenstadt, von den örtlichen Vereinen getragen und von den Einwohnern und über einen kleinen Obolus des Zugpublikums rein privat finanziert. Vor dem Rosenmontagszug treffen sich Narren um 7:11 Uhr zum Weckruf auf dem Marktplatz. Mit Musik wird dann zum Prinzenpalais des Prinzen gezogen, bevor es weitergeht und der Prinz später seine Prinzessin in deren Palais wachküsst. Bis zu 50.000 Zuschauer sehen dem Rosenmontagszug mit 99 Nummern an der 4,1 Kilometer langen Zugstrecke zu. Organisator ist der Heimatbund Seligenstadt. Beliebt ist der Zug vor allem auch aufgrund der fantasievollen Wagen, deren Motive sich größtenteils bewegen können. Im Jahr 2010 wurde der Rosenmontagszug im Hessischen Rundfunk live übertragen, die Jahre zuvor wurde eine Zusammenfassung auf Rhein-Main TV ausgestrahlt. Ebenfalls bekannt ist Seligenstadt für den Hexenrummel am Mittwoch vor Fastnacht, der in der gesamten Altstadt und allen Gasthäusern und Sälen dort stattfindet. Auch der „Mittwoch vor Mittwoch“ hat bereits in Seligenstadt Kultstatus erreicht. Eine weitere Besonderheit ist der so genannte „Kleine Fastnachtszug“ oder auch „Kinderfaschingsumzug“ am Fastnachtssonntag. In etlichen Zugnummern ziehen über 1000 Kinder begleitet von mehreren Kapellen und dem Seligenstädter Kinderprinzenpaar durchs Schlumberland. Der Umzug erfreut sich zunehmender Beliebtheit und wird Jahr für Jahr größer. Aktiv unterstützt wird der Kinderfaschingsumzug von den örtlichen Grundschulen. Für besondere Verdienste um die Schlumberländer Fastnacht verleiht der Bürgermeister den „Rathausorden“. Die „Interessengemeinschaft Seligenstädter Fastnachtsmuseum“ unterhält ein eigenes Fastnachtsmuseum in Seligenstadt.

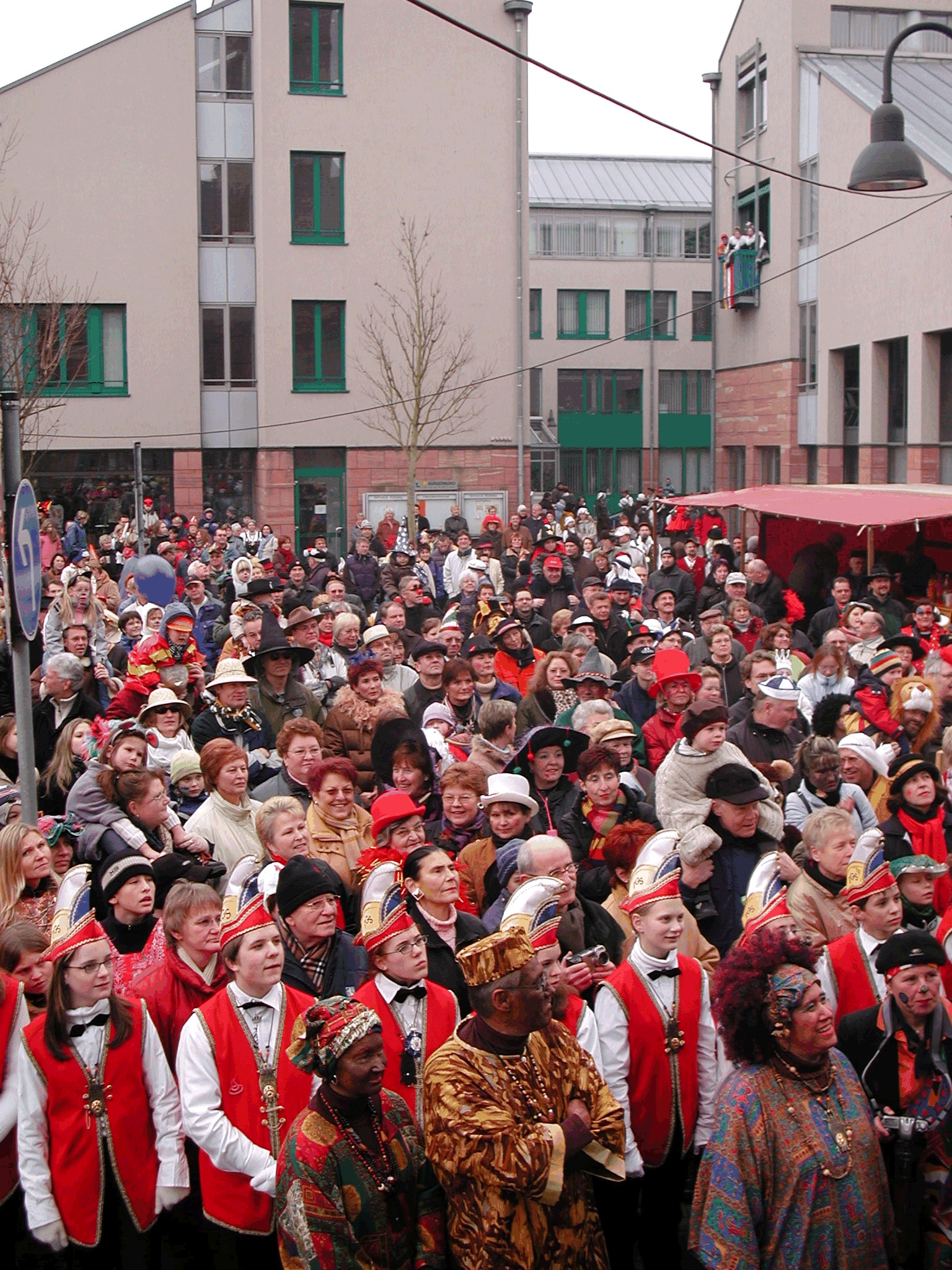
Rathaussturm am Fastnachtssamstag in Rodgau

Fastnacht wird auch in Rodgau kräftig gefeiert mit über 50 Gala-, Prunk- und Fremdensitzungen, Maskenbällen und Kreppelkaffees. Letztere bestehen aus einer gemütlichen Kaffeerunde mit Verzehr des fastnachtstypischen Kreppels (Krapfen) und anschließendem vielstündigen Sitzungsprogramm. Die Nieder-Röder Kreppelkaffees werden ausschließlich von Frauen für Frauen veranstaltet und verzeichnen jedes Jahr weit über 2.000 Besucherinnen. Der Blau-Weiß-Ball der Sportvereinigung Weiskirchen ist einer der größten Maskenbälle in Rodgau.
Insgesamt gibt es in Rodgau 25 Sitzungen und drei Jugendsitzungen. Die TGS Jügesheim konnte über 2.200 Zuschauer bei ihren acht Sitzungen, die TGM SV Jügesheim 1.000 Besucher, begrüßen. Weitere Vereine mit eigenen Sitzungen sind die TG Nieder-Roden, RCC Knallkepp, TG Hainhausen, die Narrisch Singstunn, SKV Laternche, die katholischen Frauen Weiskirchen und die Kolping-Fastnachter. Ein Drittel aller Mitwirkenden in der Rodgauer Fastnacht ist jünger als 18 Jahre.
Als Hochburg der Rodgauer Fastnacht gilt der Stadtteil Jügesheim (Dialekt: Giesem). Hier findet vor dem Rathaus am 11.11. die Eröffnung der Kampagne und am Fastnachtssamstag der Rathaussturm statt, die symbolische Übergabe der Stadtgewalt an die Narren. Am Fastnachtsdienstag windet sich der Giesemer Fastnachtszug durch die Straßen Jügesheims (Schlachtruf: Giesem-Helau!). Er wird von der Interessengemeinschaft der Ortsvereine organisiert und hatte im Jahr 2009 61 teilnehmende Gruppen. Die Repräsentanten der Giesemer Fassenacht, Prinzenpaar und Kinderprinzenpaar, kommen in neuerer Zeit nicht mehr ausschließlich aus Jügesheim. Auch andere Stadtteile können Bewerber stellen.

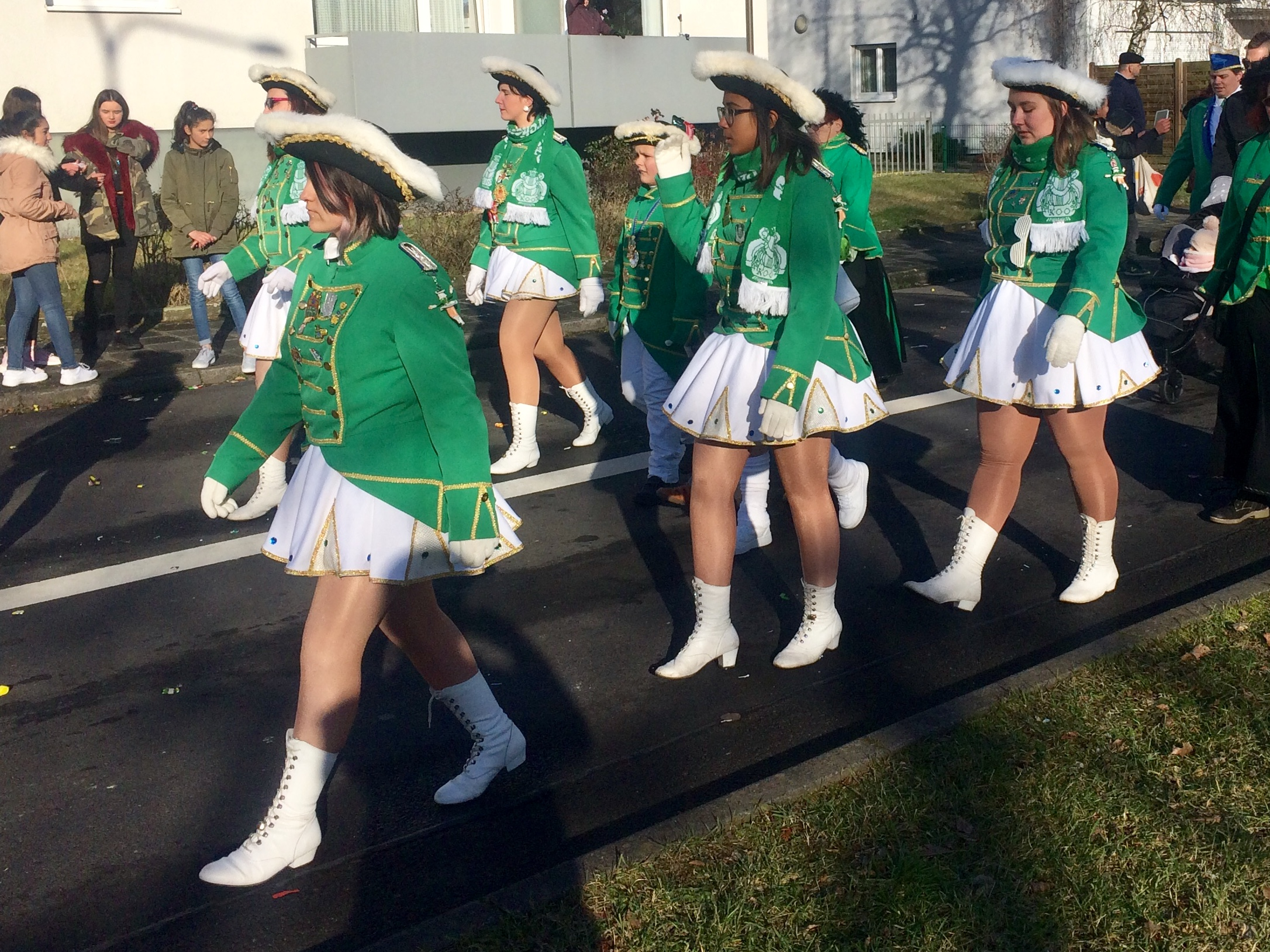
Rosenmontagszug 2018 in Mühlheim am Main

Auch Mühlheim am Main und sein Stadtteil Lämmerspiel sind als Fastnachtshochburgen in der Region wohlbekannt. Der Lämmerspieler Carnevalverein (LCV) mit eigenem Vereinsheim, die Katholischen Karnevalisten Mühlheim (KaKaM) oder die Tanzgarde Sonnau seien hier genannt. Der große Rosenmontagsumzug in Mühlheim ist sehr beliebt und findet seit fast 100 Jahren statt und zieht auch durch Dietesheim, seinen Abschluss findet der Zug in der Willy-Brandt-Halle. Im Jahr 2008 kamen rund 30.000 Zuschauer und 90 Zugnummern (2010: 96). Ausgerichtet wird er durch den Mühlheimer Karnevalverein (MKV). Am Rosenmontag vor dem Rosenmontagszug wird morgens das Prinzenpaar durch die Narren geweckt. Der Mühlheimer Karnevalverein wurde am 1. April 1957 gegründet und hat im Jahr 2007, zu seinem 50. Jubiläum, 150 Mitglieder. Einen Rathaussturm gab es in Mühlheim nur bis 2002, seither findet ein Narrentreff in der Willy-Brandt-Halle statt. Die höchste Auszeichnung der Mühlheimer Fastnacht ist der „Schlüsselorden“. Seit 1958 gibt es den Fastnachtszug des LCV in Lämmerspiel, er findet am Fastnachtsdienstag statt. Im Jahr 2009 hatte er 15.000 Zuschauer und über 70 Nummern. Finanziell unterstützt wird der Lämmerspieler Fastnachtszug durch den Verkauf sogenannter Fastnachtsbuttons für 1,50 Euro. Im Anschluss an den Zug feiern die Narren im Pfarrheim von St. Lucia, in der TGL-Turnhalle oder an anderen Orten. Eine neuere Fastnachtstradition seit den 1990er Jahren ist der Narrensprung der Lämmerspieler Schellennarren. Hierbei springen die Narren nach schwäbisch-alemannischer Art an Weiberfastnacht über ein Feuer. In Mühlheim-Dietesheim werden von der Kolpingsfamilie Fastnachtssitzungen angeboten.
Die närrische Zeit in Dreieich wird traditionell am 11.11. um 11:11 Uhr mit der Inthronisation des Dreieicher Prinzenpaars begonnen.
Das Prinzenpaar der Stadt Dreieich wird jährlich von einem der Dreieicher Karnevalsvereine Tanzsportclub Bimmbär (TSCB), Bremser, Sportgemeinschaft Götzenhain (SGG) und dem 1. Sprendlinger Karnevalsverein (SKV) gestellt.
Der Fastnachtszug in Dreieich-Sprendlingen wird mit 55 Zugnummern alljährlich am Fastnachtsdienstag und der Fastnachtszug in Dreieich-Götzenhain mit 72 Gruppen alljährlich am Fastnachtssonntag ausgerichtet.

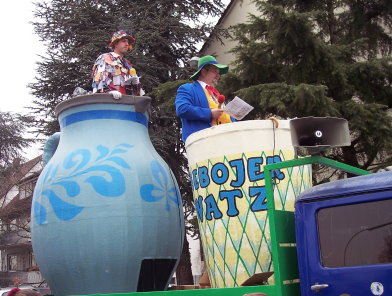
Isebojer Watz und Oberlump

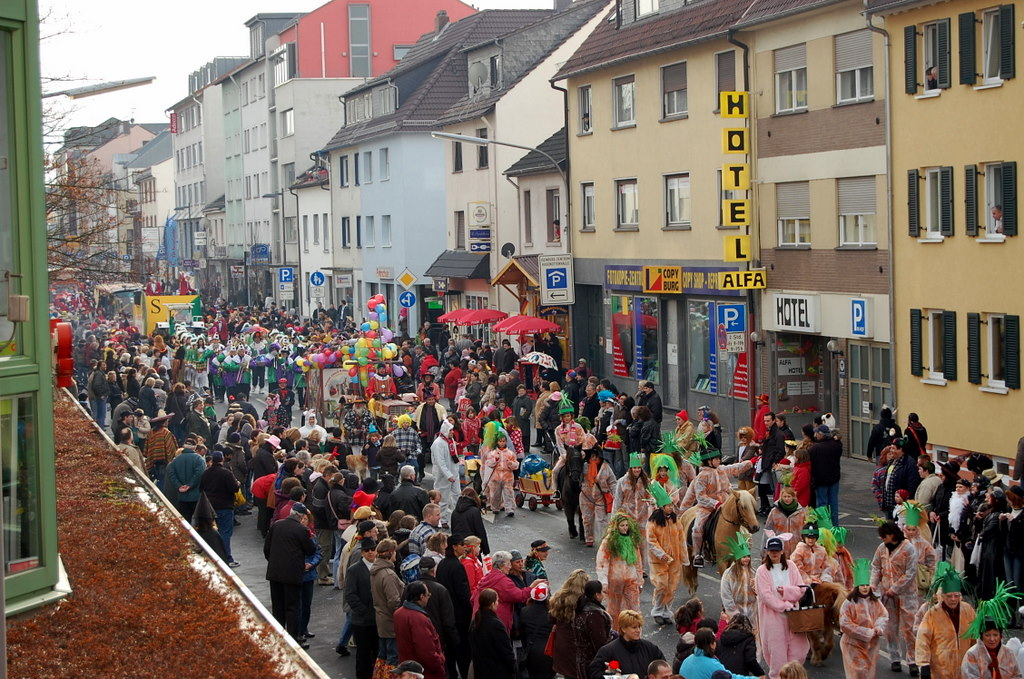
Lumpenmontagsumzug in Neu-Isenburg

In Neu-Isenburg, in der Fastnachtszeit auch „Watzedonien“ – früher Groß-Watzehause an der Erlebach – genannt, werden die Bürger im Alten Ort am Rosenmontag (hier: Lumpenmontag) von Hexen- und Lumpengruppen mit Radau geweckt. Mittags startet der Lumpenmontagszug durch die Straßen der Stadt. Symbolfiguren sind der Watz – gekleidet wie ein Hugenotte des 18. Jahrhunderts mit Schlapphut, allerdings sehr bunt – und der Oberlump im Flickenkostüm. Sie fahren im Gerippte (Watz) und Bembel (Oberlump) dem Zug voran. Im Jahr 2008 hatte der Zug 83 Gruppen (2007: 73) und 2010 10.000 Zuschauer. Als traditionell gilt vor dem Zug das Essen der Linsensuppe in der Fußgängerzone in der Bahnhofstraße. Im Anschluss an den Zug feiern die Narren in der Hugenottenhalle. Die fastnachtstragenden Gruppierungen in Neu-Isenburg sind die „Watze“, (KV Die Watze e. V.), die „Schwarze Elf“ (Schwarze Elf e. V. – Karnevalistenvereinigung der katholischen Gemeinden), die „Kümmler“ (Karnevalsabteilung des „Männergesangverein Sängergruß Kümmelquartett“), Watzedonier der TSG Neu-Isenburg und andere. Die großen Fastnachtssitzungen der „Watze“, „Schwarze Elf“ und „Kümmler“ werden in der Hugenottenhalle gefeiert. Der Karnevalverein die „Kümmler“ veranstaltete im Jahr 2009 in der Hugenottenhalle ihre 57. Sitzung. Der Rathaussturm findet bereits am Samstag vor dem Fastnachtswochenende statt. Der „Arbeitskreis der Karneval treibenden Vereine Neu-Isenburgs“ (AKVN) bestimmt das Prinzenpaar, das am 11. November jeden Jahres inthronisiert wird. Außerdem veranstaltet der AKVN eine Gemeinschaftssitzung in der Hugenottenhalle, zu der alle Isenburger Vereine ihren Beitrag leisten. Die CDU hat mit ihrem „Eulenempfang“ eine eigene große Fastnachtsveranstaltung im Alfred-Delp-Haus.
Der Rödermärker Stadtteil Urberach wird von seinen Bewohnern in der Fastnachtszeit Orwisch genannt. Der Schlachtruf der Fastnachtler hier lautet daher „Orwisch – Helau!“. Im Jahr 2010 fand der 14. Fastnachtszug am Rosenmontag mit 1100 Teilnehmern in 29 Fußgruppen, 23 Motivwagen und mehreren Spielmannszügen statt. Seit 30 Jahren gibt es den Maskenball „Halli Galli“ für Jugendliche im Gallusheim. Im anderen Stadtteil, Ober-Roden, zieht der Fastnachtszug geschlossen zum Rathaussturm. Die Ober-Rodener Turnerschaft und der Musikverein Viktoria 08 laden zu ihren Fastnachtssitzungen bzw. zum Kappenabend.
In Heusenstamm wird am Fastnachtssamstag das Rathaus im Schloss Heusenstamm gestürmt und der FKK (Förderverein der Freiwilligen Feuerwehr, Kersch, Disharmonie) übernimmt bis Aschermittwoch die Herrschaft. Der von der Stadt organisierte Fastnachtszug ist am Fastnachtsdienstag mit anschließender Feier auf dem Kirchplatz St. Cäcilia. Fastnachtssitzungen werden vom Förderverein der Feuerwehr Heusenstamm im Saal der Vereine der Katholischen Kirche im Pfarrheim Maria Himmelskron und vom „Karneval Klub Disharmonie“ (gegründet 1986) in der TSV-Halle veranstaltet.
In Obertshausen sind der „Zinnoberball“ der TGS Hausen, die Sitzungen und Kappenabende des Obertshäuser Tanzsport- und Karnevalsvereins „Die Elf Babbscher“ e. V. und die Sitzungen des Katholischen Kirchenchores Obertshausen (KKCO) im Pfarrsaal St. Thomas Morus die Höhepunkte der Fastnachtssaison. Bis 2017 gab es zudem durch den katholischen Kirchenchor Hausen (KKCH) eine über sechzigjährige Sitzungstradition. Seit 2008 existiert mit dem Verein „Die Elf Babbscher“ ein Karnevalsverein. Prinzenpaare gab es in Obertshausen nur in den 1950er und 1960er Jahren, getragen von Sportvereinen und Chören – zuletzt 1966. In den 1980er und 1990er Jahren gab es noch Kinderprinzenpaare. Seit 2015 regieren in Obertshausen wieder Tollitäten die Narren, kein Prinzenpaar im eigentlichen Sinne, sondern in Anlehnung an das Lederwaren-Handwerk der Region Babbscher-Comtesse und Lederbaron, welche vom Verein „Die Elf Babbscher“ gestellt werden. In Obertshausen gibt es keinen Fastnachtszug, viele Vereine nehmen am Fastnachtsdienstag am Fastnachtszug im benachbarten Lämmerspiel teil. Seit dem Jahr 2015 findet unter Regie der „Elf Babbscher“ ein Rathaussturm mit vorangehendem kurzem Umzug statt.
In der Kreisstadt Dietzenbach findet der von der Tanzgarde veranstaltete Fastnachtszug am Fastnachtssamstag, im Jahr 2009 mit 60 Zugnummern (2008: 31 Zugnummern), statt. Auch hier wird nach dem Umzug das Rathaus gestürmt. Fastnachtssitzungen werden unter anderem von der „SC-Soma“ veranstaltet.
In Langen stürmen die Narren der Langener Karneval Gesellschaft fastnachtssamstags das Rathaus und veranstalten auch Herrensitzungen. In Egelsbach (in der Fastnachtszeit: „Elschbach“) findet der Fastnachtszug der „Karneval Gesellschaft Egelsbach“ (KGE) mit 650 Teilnehmern in 44 Gruppen am Fastnachtsdienstag statt (Zahlen von 2010). Außerdem wird hier am Fastnachtssonntag der Flugplatz gestürmt. Im Jahr 2010 gab es das 60. Prinzenpaar in Egelsbach.
In Mainhausen-Zellhausen laden die „Zellhäuser-Fastnachts-Narren“ (ZFN) jährlich zum Fastnachtszug am Fastnachtsdienstag mit 40 Nummern (im Jahr 2010). Auch in Zellhausen gibt es ein Prinzenpaar.
In Hainburg-Hainstadt nahmen im Jahr 2010 am Sonntag vor dem Fastnachtswochenende über 600 Kinder in 50 Zugnummern am 35. Kinderzug teil. Während des Umzugs werden Spenden für soziale Projekte gesammelt.

### Main-Kinzig-Kreis
Bereits zum 50. Mal wurde im Jahr 2007 in Hanau ein Fastnachtszug veranstaltet (am Fastnachtssamstag). Hier kommen bis zu 40.000 Besucher, um die 112 Nummern zu sehen. Der Umzug wird vom Hanauer Carnevalszugverein (HCV) organisiert. Im Jahr 1999 wurde der Fastnachtszug von Fastnachtsdienstag auf Fastnachtssamstag verlegt und seither besser besucht. Acht Karnevalsvereine haben sich zum „Großen Rat“ zusammengeschlossen und laden seit 2004 zu Gemeinschaftssitzungen in den „Congress Park Hanau“ (CPH).
Auch in den Hanauer Stadtteilen Klein-Auheim und Steinheim gibt es eigene Fastnachtszüge. Diese ziehen am Fastnachtssonntag durch die beiden Orte.
Der Zug in Steinheim hat rund 70 Zugnummern und führt zur Kulturhalle. Dieser Zug wird durch den Förderkreis Steinheimer Fastnachtszug e. V. finanziert. Auch hier werden Zugplaketten zur Unterstützung verkauft. Der Zug wird vom „Carneval Club Schwarz Weiß“ (CCSW, gegründet 1960) ausgerichtet. Die größten Zugnummern werden von der 1. Steinheimer Karnevalgesellschaft mit dem Steinheimer Prinzenpaar und dem Carneval Club Schwarz Weiß gestellt.
Der Zug hat rund 20 Musikzüge in seinem Programm, die die musikalische Gestaltung übernehmen.
Der Zug in Klein-Auheim startet eine Stunde später als der in Steinheim. So ist es den Zuschauern möglich beide Züge zu sehen. Rund 60 Zugnummern, die größten von den Karnevalvereinen CV am Anfang und vom 1. KG am Ende, nehmen teil. Der Zug wird mittlerweile durch den 2007 gegründeten Karnevalzugverein veranstaltet. Im Anschluss wird in der CV-Halle gefeiert. Die Narren rufen „Klaanam – Helau!“.
Fastnachtssitzungen werden vom Steinheimer „Carneval Club Schwarz Weiß“ (CCSW, gegründet 1960) und von der 1. Steinheimer Karnevalgesellschaft (1. SKG) in der Kulturhalle von der katholischen Frauengemeinschaft St. Johann Baptist im Kardinal-Volk-Haus in Steinheim sowie der 1. Karnevalgesellschaft und dem Carneval Verein 1895 Klein-Auheim in der TSV-Halle veranstaltet.
Der Fastnachtszug in Großauheim mit 500 Teilnehmern in 33 Gruppen (im Jahr 2010) ist am Fastnachtsdienstag. Veranstalter ist der „Verein für Kultur in Großauheim“. Im Anschluss treffen sich die Teilnehmer zur „Faschings-Ausklang-Party“ der „1. Großauheimer Karnevalgesellschaft“ (GKG) in der Lindenauhalle. Seit 1990 lädt der CCSW auch zum Donnerstagsrummel in die Steinheimer Kulturhalle. In Klein-Auheim stellt die Karnevalgesellschaft ein Kinderprinzenpaar.
In Maintal findet der Fastnachtszug ebenfalls am Fastnachtssamstag im Stadtteil Dörnigheim statt. Den 104 Zugnummern sahen im Jahr 2007 12.000 Narren zu.
Der Fastnachtszug in der Barbarossastadt Gelnhausen findet am Fastnachtssamstag und der in Wächtersbach am Fastnachtssonntag statt.

## Süden

### Kreis Bergstraße
In zahlreichen Städten und Gemeinden des Kreises Bergstraße gibt es Fastnachts- oder Karnevalsvereine, die jährlich Prunk-, Elferratssitzungen oder ähnliche Fastnachtsveranstaltungen durchführen, beispielsweise in Bensheim, Heppenheim, im Weschnitztal und Überwald.
Überregional bekannte Fastnachtsumzüge sind der Heppenheimer Fastnachtsumzug, der jährlich von der Interessengemeinschaft Heppenheimer Fastnachtsumzug e. V. veranstaltet wird, sowie die Boa Narhalla, der Umzug des Ober-Absteinacher Karnevalclubs e. V.

### Kreis Groß-Gerau
In Gernsheim findet am Fastnachtssamstag traditionell der Fastnachtsumzug statt, der pünktlich um 11:11 Uhr startet. Anschließend findet die Fastnacht am Stadthaus ihren Höhepunkt.

### Stadt Darmstadt und Landkreis Darmstadt-Dieburg

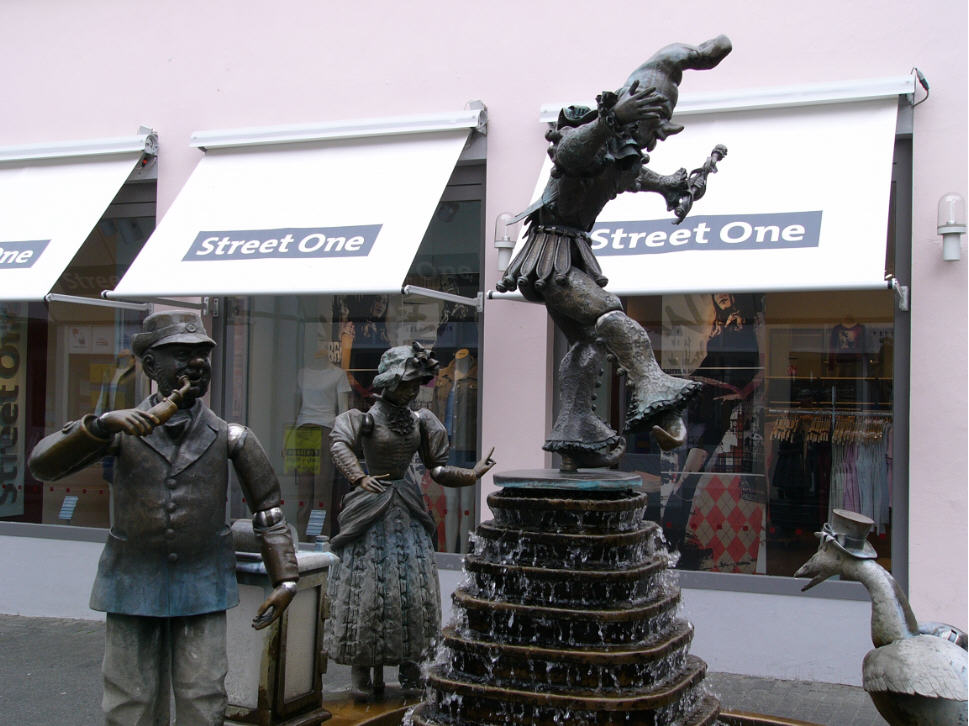
Fastnachtsbrunnen in Dieburg

Der Karnevalverein Dieburg 1838 e. V. (KVD) (Landkreis Darmstadt-Dieburg) ist mit derzeit knapp 1.700 Mitgliedern Deutschlands größter Karnevalverein im „Bund Deutscher Karneval e. V.“ (BDK). Die Dieburger Fastnacht findet nachweislich im Jahre 1508 ihre erste geschichtliche Erwähnung. Somit wurde im Jahre 2008 das 500-jährige Fastnachtsjubiläum unter dem Motto „500 Jahre Fastnachtsfreude, lebt in Dibborsch fort bis heute“ gefeiert. Der Fastnachtszug in Dieburg mit 111 Gruppen wird am Fastnachtsdienstag veranstaltet. Der Umzug zieht bis zu 90.000 Besucher an. Bekannt ist Dieburg auch für seine Straßenfastnacht an den Samstagabenden und montags auf dem Marktplatz und Umgebung. Der Narrenruf in Dieburg lautet Dibborsch-Äla. Der Ruf soll sich vom Gänsehüten herleiten. Am Rosenmontag verleiht der KVD um 11:11 Uhr mit der Holzig Latern (Holzisch Latern) seine höchste externe Auszeichnung. Im Jahr 1993 ging sie an Norbert Blüm, 2007 an die Augsburger Puppenkiste und im Jahr 2018 an die Rodgau Monotones.  Eine Woche vor Fastnacht gibt es einen eigenen Kinderfastnachtszug unter der Führung des Kinderprinzenpaares. Der KVD hält jährlich bis zu zehn Sitzungen ab. Neben dem KVD ist auch die Pfarrgruppe Dieburg Gastgeber einer eigenen Fastnachtssitzung mit über 200 Gästen. Alljährlich präsentiert der KVD das Dieburger Prinzenpaar an Fastnachtssonntag am Bahnhof, das bis zu diesem Zeitpunkt äußerst geheim ist und vom Prinzenkomitee ausgesucht wird. Die Dieburger Fastnacht ist bekannt für ihre mehr als 70 privaten Zuggruppen, die alljährlich neue Kostüme und Ideen umsetzen.
In Babenhausen sind die Narren im „Carneval-Verein Babenhausen“ organisiert. Dieser feiert seine Sitzungen in der Stadthalle und stellt Prinzenpaar und Kinderprinzenpaar. In der Stadthalle feiern ca. 300 Besucher die von der Stadt organisierte „Kräppelsitzung“. Im Stadtteil Harpertshausen gibt es eine Fastnachtssitzung des Roten Kreuzes mit ca. 180 Besuchern im DRK-Heim. Am Fastnachtssamstag fand im Jahr 2010 zum 55. Mal der Babenhauser Fastnachtszug statt. Finanziert wird der Zug über den Verkauf von Zugbuttons zum Preis von 1,50 Euro. Im Stadtteil Sickenhofen feiert der Sickenhofer Karnevalverein (SKV) seine Sitzung in der Mehrzweckhalle mit ca. 260 Zuschauern.
In Groß-Zimmern feiern die Narren bei den Fußballern des FSV ihre Fastnachtssitzungen.
In Darmstadt zieht der Fastnachtsumzug vom Marienplatz/Hügelstraße durch die Darmstädter Innenstadt, wo sich die Karstadt-Ehrentribüne befindet, in die Otto-Berndt-Halle zum Manöverball für die beteiligten Garden und Musikzüge. Der Darmstädter Fastnachtsgruß lautet Hä – Hopp! Die Darmstädter Karnevalgesellschaft wurde 1846 gegründet, und ist damit einer der ältesten Fastnachtsvereine Südhessens.
In Griesheim rufen die Fastnachter Hie Schlott.
Im Pfungstädter Stadtteil Eschollbrücken lädt der Couchumer (Couchum = Spottnamen für Eschollbrücken) Karnevalsverein traditionell am Fastnachtssonntag zum Fastnachtsumzug.
In Ueberau (Stadtteil von Reinheim) findet am Fastnachtssonntag der Fastnachtsumzug statt. Der Umzug mit knapp 60 Zugnummern (im Jahr 2010) setzt sich ab 13.33 Uhr in Bewegung. Der Ueberauer Fastnachtsgruß lautet Iwwero  Helau!
In Eppertshausen feiert der Fußballverein von 1920 (FVCA, Karnevalsabteilung gegründet 1972) zwei Sitzungen mit insgesamt ca. 900 Zuschauern und 170 Akteuren in der Mehrzweckhalle. Die Freiwillige Feuerwehr hat einen Kappenabend und der „Settchesball“ lockt die Besucher in die Mehrzweckhalle.
In Münster feiern die Narren der Freien Sportvereinigung (FSV) in der Mehrzweckhalle und seit 1947 die DJK Blau-Weiß Münster in der Vereinshalle Fastnachtssitzungen. In Altheim wurden früher große Fastnachtssitzungen durch den Männergesangverein veranstaltet. Die DJK Münster feiert auch an Weiberfastnacht. Frauengemeinschaft, Kirchenchor und Kolpingsfamilie (FKK) laden ca. 200 Gäste zum „fröhlichen Katholikenkarneval“ ins Münsterer Pfarrzentrum.

## Norden

Rekord: Ober-Mörler Fastnachtszug 2007 mit über 50.000 Besuchern

In Ober-Mörlen in der Wetterau, dem „Klein Mainz am Usastrand“, findet am Fastnachtssonntag der traditionelle Fastnachtszug mit 111 Zugnummern statt. Im Jahr 2007 wurde der Besucherrekord von rund 50.000 Besuchern erreicht. Damit war der Ober-Mörler Fastnachtszug an diesem Tag einer der größten Züge in Hessen und der größte in der Wetterau. Die Ober-Mörler Fassenacht wird historisch belegt seit 1753 gefeiert und ist überregional bekannt. Einmalig ist hierbei die Figur des Mohr von Mörlau einer, dem Gemeindewappen entsprungenen, Fastnachtsfigur. Schon seit langem gibt es zwei Ortsvereine, die sich den Karneval auf die Fahne geschrieben haben. Der MCC Ober-Mörlen und die KG Mörlau teilen sich die festlich geschmückte „Narhalla“ (Usatalhalle in Ober-Mörlen) für die verschiedenen Veranstaltungen. Jeder Verein veranstaltet zwei Kostümsitzungen sowie eine Kindersitzung. Außerdem veranstaltet die KG Mörlau noch eine Weibersitzung und eine Männersitzung sowie der MCC Ober-Mörlen den über die Wetterauer Landesgrenzen bekannten „Ball der 1000 Masken“ am Faschingssamstag.

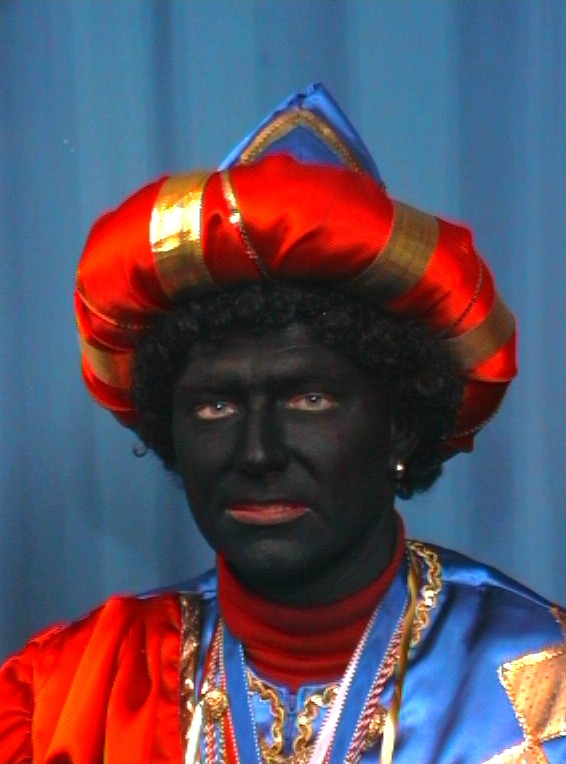
Mohr von Mörlau

Traditionell wird am Wochenende um den 11. November eine den Karneval symbolisierende Puppe aus dem örtlichen Fluss, der Usa gezogen. Damit ist die 5. Jahreszeit offiziell eröffnet. Dieselbe Puppe wird in der Nacht von Faschingsdienstag auf Aschermittwoch brennend in diesem Fluss versenkt, was wiederum das Ende der Karnevalszeit bedeutet.
In Friedberg nennen die Narren ihre Stadt Fribersch (Dialekt) und rufen Fribersch – Helau!
In Bad Vilbel-Massenheim organisiert der Vereinsring jährliche Fastnachtssitzungen im katholischen Pfarrsaal.

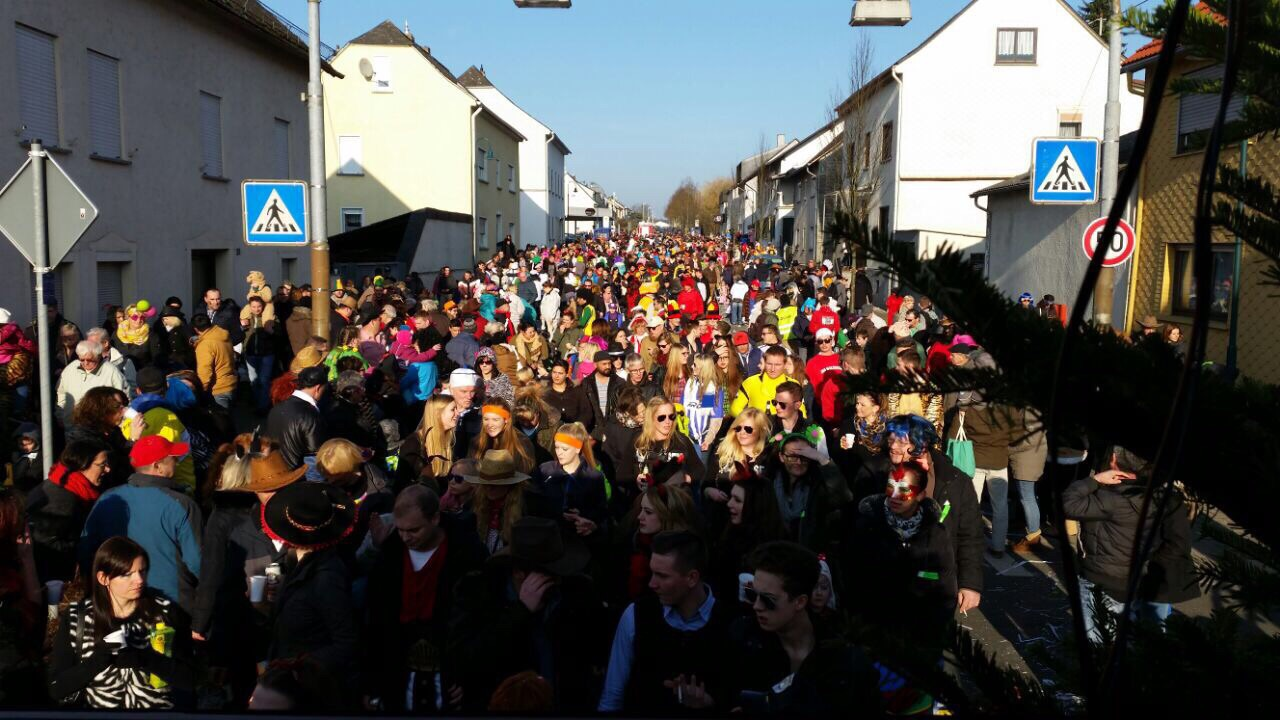
Fastnachtsumzug in Beselich-Obertiefenbach 2015

In Bad Homburg vor der Höhe wurde für 1816 das erste Mal in einer Polizei-Ordnung die Fastnacht erwähnt und 1860 erschien die erste Fastnachtszeitung. Mit „Die Sauern“ wurde 1870 der erste Fastnachtsverein gegründet (1897/98 wieder aufgelöst). Der „Homburger Karnevalverein“ wurde 1902, der „Club Humor“ 1904 und der „Carneval Verein Heiterkeit“ 1919 gegründet. Nach dem Zweiten Weltkrieg wurden 1952 die „Freunde des Carneval“ (FdC) gegründet. Sie veranstalten seit 1953 erst Kappenabende, dann Sitzungen und Maskenbälle. Seit 1968 werden Seniorensitzungen veranstaltet.
In Usingen lautet der Narrenruf Ulau, eine Kombination aus Usingen und Helau.
Seit 1958 wird jährlich am Fastnachtssonntag im Landkreis Limburg-Weilburg von den Obertiefenbacher Vereinen der weithin bekannte Fastnachtsumzug organisiert und durchgeführt.

## Westen
In Mörfelden-Walldorf findet der von den Gruppen „Buschspatzen“ und „Sandhasen“ organisierte Umzug am Fastnachtssamstag statt. Im Anschluss an den Fastnachtszug feiern die Narren den Manöverball im Bürgerhaus. Das Fastnachtstreiben wird durch den Verkauf von Zugmärkchen finanziert.
Überregional bekannt ist der Flörsheimer „Fassenachtsumzug“ mit zum Teil über 3.500 Teilnehmern (um die 160 Nummern), der jeweils am Fastnachtssonntag um 13.31 Uhr beginnt und regelmäßig rund 50.000 Zuschauer hat. 2007 waren es laut Polizeischätzungen sogar rund 80.000. Dies liegt aber auch daran, dass in den anliegenden Nachbargemeinden in den unrunden Jahren am Sonntag keine Fastnachtsumzüge stattfinden.
Flörsheim zeichnet sich zudem durch seinen einmaligen Fastnachtsruf (Narrenruf) „Hall die Gail“ aus. Der Ruf entstammt der frühen Zeit, als im Fastnachtszug noch viele Wagen mit Pferdegespannen fuhren. Wurden diese Pferde dann wegen der vielen schreienden und winkenden Menschen unruhig, rief man den Pferdelenkern des Öfteren die Aufforderung zu, ihre Pferde fest am Zügel zu halten. Kurz und knapp formuliert: „Halte die Gäule (Pferde)!“ oder eben auf Flerschemerisch: „Hall die Gail“. Um sich von den befreundeten Mainzer Fastnachtern etwas abzuheben, beschloss der Flörsheimer Carneval Verein (FCV) dies nun künftig durch die Straßen der Stadt zu rufen.
Der Rathaussturm in Rüsselsheim am Main findet am Fastnachtssamstag statt und alle vier Rüsselsheimer Karnevalvereine veranstalten eine gemeinsame Seniorensitzung. Der Rüsselsheimer Carneval-Verein 1936 e. V. ist mit ca. 200 Mitgliedern einer der größten kulturellen Vereine in Rüsselsheim am Main. Der Verein widmet sich der Brauchtumspflege des rheinischen und alemannischen Karnevals, betreibt eine Gardetanzsportabteilung und ist Heimatverein der Guggemusik Bembeljeescher. Der RCV ist Veranstalter des Internationalen Gardetages. Das Event, bestehend aus Fackelumzug, Platzkonzert, Fastnachtsumzug und Manöverball, findet jährlich am zweiten Wochenende vor Rosenmontag statt und lockt rund 25.000 Zuschauer zum Fastnachtsumzug auf die Rüsselsheimer Straßen.
In Hattersheim sind der „Hattersheimer Carneval Club“ (HCC), der „Okrifteler Carneval Club Mainperle“ (CMM) und der Eddersheimer Gesangverein Liederkranz-Eintracht in der Fastnacht aktiv.
In Hochheim/Main finden sich die Narren unter anderem bei der „Carnevalgesellschaft Fidelio“ (gegründet 1880).